# Le avventure di Rex Rider
Le avventure di Rex Rider (The Range Rider) è una serie televisiva statunitense in 79 episodi andati in onda per la prima volta nel corso di tre stagioni dal 1951 al 1953 sulla rete CBS. Un episodio, non compreso nelle tre stagioni, fu trasmesso solo nel 1959.
La serie fu prodotta dalla Flying A Productions dell'attore e produttore Gene Autry (produttore anche di altre serie del genere western negli anni cinquanta come Le avventure di Gene Autry e Le avventure di Campione). Tra le guest star: Brad Johnson, I. Stanford Jolley e Harry Lauter. Negli Stati Uniti alcuni episodi selezionati della serie furono raccolti e pubblicati in cinque volumi in DVD dalla Alpha Home Entertainment nel 2007.

## Trama
Rex Rider (nella versione originale denominato solo the range rider), in sella al suo cavallo Rawhide, è un pistolero rinomato per la sua abilità con le pistole, rispettato anche dalle comunità degli indiani e impegnato a catturare criminali e banditi. Lo segue nelle sue avventure il suo amico Dick West con il suo cavallo Lucky.

## Curiosità
Nell'episodio della serie televisiva A-Team intitolato Il ritorno del ranger a cavallo (When You Coming Back, Range Rider?, seconda stagione), Murdock in una scena è intento a guardare un episodio de Le avventure di Rex Rider nella sua camera dell'ospedale psichiatrico. In seguito fa la parte del personaggio di Rex Rider (da lui denominato semplicemente "il ranger a cavallo" nella versione doppiata in italiano) e indossa una maschera di Rex ritagliata da una scatola di cereali.

## Personaggi
- Rex Rider (77 episodi, 1951-1953), interpretato da Jock Mahoney.
- Dick West (77 episodi, 1951-1953), interpretato da Dickie Jones.
- Sceriffo (17 episodi, 1951-1953), interpretato da Stanley Andrews.
- Clay Wagner (16 episodi, 1951-1953), interpretato da Gregg Barton.
- Claims Clerk (13 episodi, 1951-1953), interpretato da Steve Clark.
- Buckskin O'Brien (9 episodi, 1951-1953), interpretato da William Fawcett.
- Big Mike (8 episodi, 1951-1953), interpretato da Jim Bannon.
- Ben Brown (8 episodi, 1951-1953), interpretato da Francis McDonald.
- Benson (7 episodi, 1951-1952), interpretato da James Griffith.
- Bert (7 episodi, 1951-1953), interpretato da House Peters Jr..
- Ben Colton (7 episodi, 1952-1953), interpretato da George J. Lewis.
- Alice Booth (6 episodi, 1951-1953), interpretato da Elaine Riley.
- Bill Lane (6 episodi, 1951-1953), interpretato da Kenneth MacDonald.
- Crutch Bellows (6 episodi, 1951), interpretato da Dick Curtis.
- Ellen O'Hara (6 episodi, 1951-1952), interpretato da Lois Hall.
- Bert Lanyon (6 episodi, 1951-1952), interpretato da Kermit Maynard.

## Episodi
| Stagione         | Episodi | Prima TV originale |
| ---------------- | ------- | ------------------ |
| Prima stagione   | 26      | 1951               |
| Seconda stagione | 26      | 1951-1952          |
| Terza stagione   | 26      | 1952-1953          |